# 长柄米口袋
长柄米口袋（学名：Gueldenstaedtia harmsii）为豆科米口袋属下的一个种。

## 扩展阅读
- 維基物種上的相關：长柄米口袋